# National Institute of Standards and Technology

NIST logo

National Institute of Standards and Technology (NIST) (Institutul Național de Standarde și Tehnologie), cunoscut între 1901–1988 ca National Bureau of Standards (NBS) (Biroul Național de Standarde), este o agenție a Ministerului de Comerț al SUA. Misiunea sa este de a susține economia și industria prin elaborarea de tehnologii, mijloace de măsurare și standarde.